# Liste der Generale des Heeres der Bundeswehr
Diese Liste enthält alle Soldaten des Heeres, die einen Dienstgrad der Dienstgradgruppe der Generale erreicht haben, einschließlich der Angehörigen der Laufbahn der Offiziere des Sanitätsdienstes.

## Aktive Generale
Alle Offiziere werden entsprechend ihres jeweils aktuellen Dienstgrades aufgeführt, unabhängig von ihrem Dienstposten.

### General
| Dienstgrad | Name              | Jahrgang | Funktion                                                  | Bereich | Dienstantritt |
| ---------- | ----------------- | -------- | --------------------------------------------------------- | ------- | ------------- |
| Gen        | Carsten Breuer    | 1964     | Generalinspekteur der Bundeswehr                          | BMVg    | 17. März 2023 |
| Gen        | Markus Laubenthal | 1962     | Chef des Stabes Supreme Headquarters Allied Powers Europe | NATO    | 24. Sep. 2024 |

### Generalleutnant
| Dienstgrad | Name                | Jahrgang | Funktion | Bereich   | Dienstantritt |
| ---------- | ------------------- | -------- | --- | --------- | ------------- |
| GL         | André Bodemann      | 1965     | Stellvertreter des Befehlshabers Operatives Führungskommando der Bundeswehr und Kommandeur Territoriale Aufgaben                | BMVg      | 9. Apr. 2025  |
| GL         | Dirk Faust          | 1966     | Chief of Staff, Joint Force Command Norfolk                                                                                     | NATO      | Juli 2025     |
| GL         | Harald Gante        | 1963     | Kommandeur Feldheer Kommando Heer                                                                                               | H         | 23. März 2023 |
| GOSA       | Ralf Hoffmann       | 1962     | Stellvertreter des Befehlshabers Unterstützungskommando der Bundeswehr und Befehlshaber Zentraler Sanitätsdienst der Bundeswehr | UstgBer   | 1. Okt. 2024  |
| GL         | Alfons Mais         | 1962     | Inspekteur des Heeres | H         | 13. Feb. 2020 |
| GL         | Andreas Marlow      | 1963     | Stellvertretender Inspekteur des Heeres und Kommandeur Militärische Grundorganisation Kommando Heer                             | H         | März 2022     |
| GL         | Peter Mirow         | 1968     | Kommandierender General I. Deutsch-Niederländisches Corps                                                                       | H         | 27. März 2025 |
| GL         | Gert Nultsch        | 1961     | Abteilungsleiter Planung | BMVg      | 29. Apr. 2022 |
| GL         | Kai Rohrschneider   | 1964     | Befehlshaber Multinationales Kommando Operative Führung/Commander Joint Support and Enabling Command                            | BMVg/NATO | 1. Okt. 2024  |
| GL         | Gunter Schneider    | 1964     | Abteilungsleiter Militärstrategie, Einsatz und Operationen                                                                      | BMVg      | 16. Dez. 2021 |
| GL         | Robert Sieger       | 1963     | Präsident Bundesamt für Personalmanagement der Bundeswehr                                                                       | P         | 18. Apr. 2024 |
| GL         | Alexander Sollfrank | 1966     | Befehlshaber Operatives Führungskommando der Bundeswehr                                                                         | BMVg      | 1. Okt. 2024  |
| GL         | Wolfgang Wien       | 1963     | Deutscher Militärischer Vertreter im Military Committee der NATO und EU                                                         | NATO/EU   | 1. Okt. 2023  |

### Generalmajor
| Dienstgrad | Name                      | Jahrgang | Funktion                                                                                         | Bereich | Dienstantritt |
| ---------- | ------------------------- | -------- | ------------------------------------------------------------------------------------------------ | ------- | ------------- |
| GM         | Werner Albl               | 1965     | Deputy Director and Chief of Staff of the Military Planning and Conduct Capability (MPCC)        | EU      | 31. Aug. 2022 |
| GSA        | Johannes Backus           | 1966     | Kommandeur Kommando Gesundheitsversorgung der Bundeswehr                                         | UstgBer | 1. Apr. 2025  |
| GM         | Dag Baehr                 | 1965     | Vizepräsident und Dienstältester Offizier des Bundesnachrichtendienstes                          | BND     | Sep. 2023     |
| GM         | Rainer Beeck              |          | Commander NATO CIS Group und Deputy Chief of Staff Cyberspace SHAPE                              | NATO    | März 2025     |
| GM         | Jürgen Brötz              | 1963     | Streitkräfteamt                                                                                  | UstgBer | Feb. 2025     |
| GM         | Ruprecht Horst von Butler | 1967     | Kommandeur Joint Warfare Centre                                                                  | NATO    | 1. Sep. 2024  |
| GM         | André Denk                | 1967     | Chief Executive, European Defence Agency                                                         | MNEU    | Feb. 2023     |
| GM         | Jochen Deuer              | 1966     | Kommandeur Logistikkommando der Bundeswehr                                                       | UstgBer | 17. Okt. 2024 |
| GM         | Klaus Frauenhoff          | 1967     | Amtschef Amt für Heeresentwicklung                                                               | H       | 19. Okt. 2021 |
| GM         | Christian Freuding        | 1971     | Leiter Planungs- und Führungsstab des Bundesministers der Verteidigung                           | BMVg    | 28. Apr. 2022 |
| GM         | Wilhelm Grün              | 1959     | Deputy Chief of Staff – Support Allied Joint Force Command Naples                                | NATO    | Sep. 2022     |
| GM         | Ulf Häussler              | 1966     | Director Operations and Planning Division, Internationaler Militärstab                           | NATO    | Nov. 2022     |
| GM         | Andreas Henne             | 1966     | Kommandeur Heimatschutzdivision                                                                  | H       | März 2025     |
| GSA        | Hans-Ulrich Holtherm      | 1964     | Kommandeur Sanitätsakademie der Bundeswehr                                                       | UstgBer | 15. Dez. 2021 |
| GM         | Heico Hübner              | 1968     | Kommandeur 1. Panzerdivision                                                                     | H       | 21. Okt. 2021 |
| GM         | Maik Keller               | 1972     | Deputy Commander Nato Security Assistance and Training for Ukraine                               | NATO    | Mai 2025      |
| GM         | Dirk Kipper               | 1963     | Deputy Chief of Staff Joint Support and Enabling Command                                         | NATO    | Feb. 2024     |
| GM         | Georg Klein               | 1961     | stellvertretender Kommandeur Rapid Reaction Corps France                                         | NATO    | Okt. 2022     |
| GM         | Oliver Kohl               | 1964     | Amtschef des Streitkräfteamt                                                                     | BMVg    | 28. Sep. 2023 |
| GM         | Ansgar Meyer              | 1965     | Kommandeur Zentrum Innere Führung                                                                | BMVg    | 1. Juni 2024  |
| GSA        | Almut Nolte               | 1968     | Stellvertretende Befehlshaberin Zentraler Sanitätsdienst der Bundeswehr                          | UstgBer | 2024          |
| GM         | Thorsten Puschmann        | 1962     | Militärischer Vizepräsident BAAINBw                                                              | AIN     | 1. Jan. 2022  |
| GM         | Hartmut Renk              | 1962     |                                                                                                  |         | 6. Mai 2025   |
| GM         | Olaf Rohde                | 1966     | Kommandeur Ausbildungskommando                                                                   | H       | 1. Okt. 2024  |
| GM         | Frank Schlösser           | 1962     | Kommandeur Einsatzkräfte und Militärisches Nachrichtenwesen Kommando Cyber- und Informationsraum | CIR     | Juni 2024     |
| GSA        | Stephan Schmidt           | 1961     | Kommandeur Kommando Sanitätsdienstliche Einsatzunterstützung                                     | UstgBer | 18. Sep. 2018 |
| GM         | Björn Schulz              | 1967     | Stellvertretender Kommandeur USAREUR                                                             |         | Mai 2025      |
| GM         | Stefan Schulz             | 1963     | stellvertretender Abteilungsleiter Politik                                                       | BMVg    | Jan. 2023     |
| GM         | Jörg See                  | 1967     | Kommandeur 10. Panzerdivision                                                                    | H       | 13. Sep. 2024 |
| GM         | Jared Sembritzki          | 1969     | Kommandeur Division Schnelle Kräfte                                                              | H       | Juli 2025     |
| GM         | Jürgen Setzer             | 1960     | Stellvertretender Inspekteur Cyber- und Informationsraum                                         | CIR     | 1. Apr. 2018  |
| GM         | Wolf-Jürgen Stahl         | 1964     | Präsident Bundesakademie für Sicherheitspolitik                                                  | BMVg    | 1. Jan. 2023  |
| GM         | Stefan Zeyen              | 1967     | Chef des Stabes Unterstützungskommando der Bundeswehr                                            | UstgBer | 29. Apr. 2025 |

### Brigadegeneral
| Dienstgrad | Name                   | Jahrgang | Funktion | Bereich   | Dienstantritt |
| ---------- | ---------------------- | -------- | --- | --------- | ------------- |
| BG         | André Abed             | 1966     | Kommandeur Divisionstruppen, 10. Panzerdivision                                                                                         | H         | 5. Sep. 2024  |
| GA         | Jörg Ahrens            | 1967     | Unterabteilungsleiter Einsatzbereitschaft und Unterstützung Streitkräfte III                                                            | BMVg      | Apr. 2024     |
| BG         | Jens Arlt              | 1969     | Deputy Chief of Staff Operation & Training im I. Deutsch-Niederländisches Corps                                                         | H         | Apr. 2025     |
| BG         | Volker Bauersachs      | 1968     | Kommandeur Kommando Hubschrauber | H         | 30. März 2023 |
| BG         | Uwe Alexander Becker   | 1963     | Stellvertretender Kommandeur Ausbildungskommando                                                                                        | H         | 27. März 2025 |
| BG         | Michael Bender         | 1973     | Verwendung im Bundesamt für Ausrüstung, Informationstechnik und Nutzung der Bundeswehr                                                  | AIN       | Sep. 2024     |
| BG         | Kay Brinkmann          | 1961     | Chief of Staff Eurokorps | NATO      | 1. Juli 2023  |
| BG         | Gunnar Brügner         | 1967     | Assistant Chief of Staff J7 SHAPE | NATO      | Jan. 2022     |
| BG         | Horst Busch            | 1965     | Kommandeur Landeskommando Berlin | H         | 13. Sep. 2024 |
| GA         | Jens Diehm             | 1965     | Leiter Deutscher Anteil, NATO Centre of Excellence for Military Medicine                                                                | NATO      | Juli 2025     |
| BG         | Holger Draber          | 1968     | Kommandeur Logistikschule der Bundeswehr                                                                                                | UstgBer   | 23. Feb. 2023 |
| BG         | Andreas Durst          | 1966     | Chef des Stabes beim Deutschen Militärischen Vertreter im NATO-Militärausschuss und der Europäischen Union                              | NATO/MNEU | 19. Jan. 2021 |
| BG         | Marco Eggert           | 1973     | Kommandeur Panzerbrigade 21 | H         | 23. Feb. 2023 |
| BG         | Ralf Feldotto          | 1965     | Vizepräsident Militärischer Abschirmdienst                                                                                              | BMVg      | Apr. 2023     |
| BG         | Hans-Peter Fennel      |          | Abteilungsleiter Unterstützung, Kommando Heer                                                                                           | H         |               |
| BG         | Christian Friedl       | 1971     | Kommandeur Pionierschule | H         | 1. Aug. 2025  |
| GA         | Benedikt Friemert      | 1963     | Ärztlicher Direktor und Kommandeur Bundeswehrkrankenhaus Ulm                                                                            | UstgBer   | 2025          |
| BG         | Stefan Geilen          | 1962     | Chef des Stabes I. Deutsch-Niederländisches Corps                                                                                       | H         | 1. Apr. 2021  |
| BG         | Torsten Gersdorf       | 1961     | Verteidigungsattaché London | AA        | Sep. 2023     |
| BG         | Holger de Groot        | 1964     | Verteidigungsattaché Deutsche Botschaft Moskau                                                                                          | AA        | Sep. 2021     |
| GA         | Matthias Grüne         | 1963     | Kommandeur Kommando Regionale Sanitätsdienstliche Unterstützung                                                                         | UstgBer   | 19. Mai 2025  |
| BG         | Ralf Peter Hammerstein | 1973     | Kommandeur Panzergrenadierbrigade 41 | H         | Apr. 2024     |
| BG         | Axel Hardt             | 1973     | Kommandeur Panzerbrigade 12 | H         | 15. Feb. 2024 |
| BG         | Joachim Hoppe          | 1963     | Stellvertretender Kommandeur 1. Panzerdivision                                                                                          | H         | Apr. 2023     |
| BG         | Christoph Huber        | 1975     | Führer Aufstellungsstab Panzerbrigade 45                                                                                                | H         | 23. Sep. 2024 |
| BG         | Wolfgang Jordan        | 1966     | Abteilungsleiter Planung, Kommando Heer                                                                                                 | H         |               |
| BG         | Josef Jünemann         | 1963     | Abteilungsleiter Führung Kommando Cyber- und Informationsraum                                                                           | CIR       | Nov. 2020     |
| BG         | Gerhard Klaffus        | 1964     | National Military Representative Supreme Headquarters Allied Powers Europe                                                              | NATO      | 2023          |
| BG         | Markus Kreitmayr       | 1968     | Abteilungsleiter Ausbildung Streitkräfte im Streitkräfteamt                                                                             | UstgBer   | 30. Sep. 2021 |
| BG         | Heiko Krogmann         | 1961     | Chef des Stabes und stellvertretender Amtschef Amt für Heeresentwicklung                                                                | H         | 1. Okt. 2019  |
| BG         | Alexander Krone        | 1970     | Kommandeur Kommando Spezialkräfte | H         | 14. Juni 2024 |
| BG         | Lutz Kuhn              | 1969     | Kommandeur Panzerlehrbrigade 9 | H         | 28. Apr. 2022 |
| BG         | Andreas Kühne          | 1970     | Unterabteilungsleiter Einsatzbereitschaft und Unterstützung Streitkräfte (EBU) I                                                        | BMVg      | Apr. 2025     |
| BG         | Sven Lange             | 1967     | Direktor des NATO Advisory and Liaison Team (NALT) bei den Sicherheitskräften des Kosovo                                                | NATO      | März 2025     |
| BG         | Matthias Lau           | 1967     | Beauftragter für Erziehung und Ausbildung des Generalinspekteurs der Bundeswehr und stellvertretender Kommandeur Zentrum Innere Führung | BMVg      | Apr. 2024     |
| BG         | René Leitgen           | 1959     | Director Academic Plans, Policy & Engagement NATO Defense College                                                                       | NATO      | Juni 2022     |
| BG         | Ralf Lungershausen     | 1963     | stellvertretender Kommandeur Logistikkommando der Bundeswehr                                                                            | UstgBer   | 4. Mai 2022   |
| BG         | David Markus           | 1972     | Kommandeur Panzergrenadierbrigade 37 | Heer      | Juni 2024     |
| BG         | Michael Meinl          | 1964     | Deutscher Direktor Deutsch-Französisches Forschungsinstitut Saint-Louis                                                                 | MNEU      | Dez. 2021     |
| GA         | Jürgen Meyer           | 1968     | Kommandeur Ambulante Gesundheitsversorgung im Kommando Gesundheitsversorgung der Bundeswehr                                             | UstgBer   | Apr. 2025     |
| BG         | Ralph Christian Meyer  |          | Chef des Stabes beim Deutschen Militärischen Vertreter im NATO-Militärausschuss und der Europäischen Union                              | NATO/MNEU | Okt. 2024     |
| GA         | Bruno Most             | 1962     | Stellvertretender Kommandeur Kommando Sanitätsdienstliche Einsatzunterstützung                                                          | UstgBer   | 1. Juli 2019  |
| BG         | Hans-Dieter Müller     | 1962     | Kommandeur Landeskommando Nordrhein-Westfalen                                                                                           | P         | Sep. 2023     |
| BG         | Christian Nawrat       | 1969     | Abteilungsleiter Operationen | H         | Apr. 2025     |
| BG         | Michael Oberneyer      | 1962     | Stellvertretender Amtschef und Leiter Kommandobereich Streitkräfteamt                                                                   | UstgBer   | Sep. 2023     |
| BG         | Ulrich Ott             | 1963     | stellvertretender Kommandeur Division Schnelle Kräfte                                                                                   | H         | 24. März 2023 |
| BG         | Andreas Pfeifer        | 1965     | Abteilungsleiter J3/J5 Einsatzführungskommando der Bundeswehr                                                                           | BMVg      | Juli 2022     |
| BG         | Frank Pieper           | 1963     | Direktor Strategie und Fakultäten Führungsakademie der Bundeswehr                                                                       | BMVg      | Nov. 2022     |
| BG         | Peter Richert          | 1962     | Kommandeur Kommando Aufklärung und Wirkung                                                                                              | CIR       | Okt. 2023     |
| BG         | Jörg Rüter             |          | Kommandeur Kommando Informationstechnik-Services der Bundeswehr                                                                         | CIR       | 1. Apr. 2023  |
| BG         | Bernhard Schneider     |          | Geschäftsführer HIL Heeresinstandsetzungslogistik                                                                                       | BMVg      | 21. Okt. 2022 |
| BG         | Michael Schoy          | 1965     | Kommandeur Zentrum für Verifikationsaufgaben der Bundeswehr                                                                             | UstgBer   | März 2022     |
| BG         | Walter Schulte         | 1969     | Abteilungsleiter II Bundesamt für Personalmanagement der Bundeswehr                                                                     | P         |               |
| GA         | Thorsten Schütz        | 1973     | Director Multinational Medical Coordination Centre-Europe                                                                               | NATO      | Apr. 2025     |
| BG         | Rainer Simon           | 1965     | stellvertretender Abteilungsleiter Op/J6 Bw, Kommando CIR                                                                               | CIR       | Apr. 2025     |
| BG         | Joachim Smola          | 1961     | Bereichsleiter Beschaffung | BND       | Okt. 2022     |
| BG         | Ullrich Spannuth       | 1964     | Chief of Staff Multinationales Korps Nord-Ost                                                                                           | NATO      | Juli 2023     |
| BG         | Andreas Steinhaus      | 1968     | Kommandeur Infanterieschule | H         | 21. März 2025 |
| BG         | Bernd Stingl           | 1968     | Kommandeur Zentrum Digitalisierung der Bundeswehr und Fähigkeitsentwicklung Cyber- und Informationsraum                                 | CIR       | Aug. 2024     |
| BG         | Michael Tegtmeier      | 1961     | Abteilungsleiter Infrastruktur BAIUDBw                                                                                                  | IUD       | Apr. 2020     |
| GA         | Rolf von Uslar         | 1969     | Stellvertretender Kommandeur Kommando Regionale Sanitätsdienstliche Unterstützung                                                       | UstgBer   | Apr. 2023     |
| BG         | Frank Utzerath         | 1967     | BAAINBw | AIN       | Apr. 2025     |
| BG         | Stefan Weber           | 1970     | Vizepräsident Bundesamt für das Personalmanagement der Bundeswehr                                                                       | P         | Nov. 2024     |
| BG         | Peter Webert           | 1962     | Kommandeur Zentrum für Geoinformationswesen der Bundeswehr                                                                              | CIR       | 25. Sep. 2019 |
| BG         | Achim Werres           | 1967     | Abteilungsleiter J2 Kommando Cyber- und Informationsraum                                                                                | CIR       | 1. Okt. 2023  |
| BG         | Sandro Wiesner         | 1966     | Kommandeur Kommando Feldjäger der Bundeswehr                                                                                            | UstgBer   | Okt. 2022     |
| BG         | Stephan Willer         | 1970     | Kommandeur Offizierschule des Heeres | H         | 29. Aug. 2024 |
| GA         | Michael Zallet         | 1961     | Kommandeur Klinische Gesundheitsversorgung im Kommando Gesundheitsversorgung der Bundeswehr                                             | UstgBer   | Juli 2015     |

1. 1 2 3 4  Folgende Abkürzungen werden verwendet:
Gen: General
GL: Generalleutnant
GOSA: Generaloberstabsarzt
GM: Generalmajor
GSA: Generalstabsarzt
BG: Brigadegeneral
GA: Generalarzt
GAP: Generalapotheker
2. 1 2 3 4  Folgende Abkürzungen werden verwendet:
H: Heer
Lw: Luftwaffe
M: Marine
CIR: Cyber- und Informationsraum
UstgBer: Unterstützungsbereich
AIN: Ausrüstung, Informationstechnik und Nutzung
IUD: Infrastruktur, Umweltschutz und Dienstleistungen
P: Personal
BMVg: Bundesministerium der Verteidigung und unmittelbar unterstelle Dienststellen
AA: Auswärtiges Amt
NATO
MNEU: Europäische Union/multinational
BND: Bundesnachrichtendienst

## Ehemalige Generale des Heeres

### 1955 bis 1990
Der folgende Abschnitt enthält eine Liste aller ehemaligen Offiziere der Dienstgradgruppe der Generale des Heeres der Bundeswehr (einschließlich der entsprechenden Sanitätsoffiziere), deren erste Ernennung zu einem Generalsdienstgrad bis zur deutschen Wiedervereinigung erfolgte. Angegeben ist der höchste erreichte Dienstgrad.

#### A
- Adler, Heinz (1918–1997), Brigadegeneral
- Afheldt, Eckart (1921–1999), Brigadegeneral
- Ahrens, Hans Detlef (1931–2020), Generalmajor
- Albrecht, Fritz (1905–1977), Brigadegeneral
- Albrecht, Horst (1933–2012), Generalmajor
- Altenburg, Wolfgang (1928–2023), General
- Alvensleben, Busso von (1928–2009), Brigadegeneral
- Ammermüller, Hermann (1912–1974), Generalstabsarzt
- Annuß, Gottfried (1912–1985), Brigadegeneral

#### B
- Bader, Konrad (1939–2025), Brigadegeneral
- Baer, Bern von (1911–1981), Generalmajor
- Baer, Günter (1923–2012), Brigadegeneral
- Bagger, Hartmut (1938–2024), General
- Baranek, Günter (1917–2001), Generalmajor
- Barthel, Kurt (1932), Generalmajor
- Bastian, Gert (1923–1992), Generalmajor
- Baudissin, Wolf Graf von (1907–1993), Generalleutnant
- Bautzmann, Georg (1935–2025), Brigadegeneral
- Becke, Hans-Joachim (1915–2000), Brigadegeneral
- Becker, Herbert (1907–1995)[2], Brigadegeneral
- Beckmann, Heinrich Felix (1925–2018), Generalmajor
- Beenders, Gerhard (1939), Brigadegeneral
- Beermann, Friedrich (1912–1975), Brigadegeneral
- Behr, Heinrich Baron von (1902–1983), Generalmajor
- Behrendt, Hartmut (1935–2020), Generalmajor
- Behrendt, Helmut (1924–2013), Brigadegeneral
- Beilicke, Wolfgang (1924–2011)[3]:57, Brigadegeneral
- Beltermann, Wolfgang (1939–2010), Brigadegeneral
- Bennecke, Jürgen (1912–2002), General
- Bensien, Peter (1913–1993)[2], Brigadegeneral
- Berendsen, Friedrich Jürgen (1904–1974), Generalmajor
- Bergener, Claus (1932–2018), Brigadegeneral
- Berger, Oskar-Alfred (1910–1996)[2], Brigadegeneral
- Berger, Winfried-Götz (1938), Generalapotheker
- Bergien, Wilhelm (1916–1989), Brigadegeneral
- Bernhardt, Georg (1936), Generalmajor
- Bernhold, Friedrich (1918–1991)[2], Brigadegeneral
- Biedermann, Hans-Georg (1915–2001)[3]:66, Generalmajor
- Biemann, Otto (1933), Brigadegeneral
- Birkenbeul, Wilhelm (1899–1974), Brigadegeneral
- Birnstiel, Fritz (1918–2007)[3]:71, Generalmajor
- Block, Eberhard von (1923–2019), Generalmajor
- Blumröder, Hans Adolf von (1904–1992), Brigadegeneral der Reserve
- Bodenstein, Werner (1905–1983), Brigadegeneral
- Böhm, Karl-Eberhard (1913–2006)[4], Brigadegeneral
- Böhner, Hermann (1922–2012), Brigadegeneral
- Boës, Hannsjörn (1936–2021), Generalleutnant
- Boës, Ulrich (1911–1997), Brigadegeneral
- Böttcher, Friedrich (1914–1983), Brigadegeneral
- Boetzel, Friedrich (1897–1969), Brigadegeneral
- Borkowski, Johann-Friedrich (1927), Generalarzt
- Bosselmann, Wilhelm (1916–2010)[5], Brigadegeneral
- Bräuning, Kurt (1898–1966), Brigadegeneral
- Bramstedt, Edgar (1937), Brigadegeneral
- Brand, Dieter (1939), Generalmajor[2]
- Brandstädter, Kurt (1902–1963), Brigadegeneral
- Brandt, Jürgen (1922–2003), General
- Brandt, Ulrich (1915–1983), Brigadegeneral
- Breidenbach, Norbert (1907–2000)[3]:87, Generalarzt
- Broicher, Andreas (1933), Brigadegeneral
- Bromeis, Hans Konrad (1937), Generalmajor[2]
- Brugmann, Gerhard (1930–2023), Generalmajor
- Bruhn, Joachim (1921–2012), Brigadegeneral
- Buchenau, Friedrich (1914–1991), Brigadegeneral
- Buchner, Hans (1901–1995)[2], Brigadegeneral
- Bühring, Armin (1914–2008)[3]:89, Brigadegeneral
- Büschleb, Hermann (1915–1998)[2], Generalmajor
- Buhse, Rudolf (1905–1997), Brigadegeneral
- Burandt, Eberhard (1923–2013), Generalleutnant
- Burchardt, Heinz (1915–1980), Generalmajor
- Busch, Hans Wilhelm (1929), Brigadegeneral der Reserve
- Butler, Peter von (1913–2010), Generalleutnant
- Butler, Ruprecht von (1924–2024), Generalmajor

#### C
- Canstein, Raban Freiherr von (1906–2005), Brigadegeneral
- Capelle, Jobst von (1920–1998), Brigadegeneral
- Carganico, Walter (1913–2005), Generalmajor
- Carstens, Heinrich Peter (1937), General
- Chalupa, Leopold (1927–2021), General
- Christian, Lothar (1919–2006), Brigadegeneral
- Clauß, Dieter (1934), General
- Claussen, Claus (1920–1990), Brigadegeneral
- Condné, Johann (1919–2001)[2], Brigadegeneral
- Consbruch, Georg von (1936), Brigadegeneral
- Coqui, Ernst (1931), Brigadegeneral
- Crome, Johannes (1900–1997), Brigadegeneral
- Csoboth, István (1936), Brigadegeneral

#### D
- Daerr, Eberhard (1912–2005), Generaloberstabsarzt
- Daumiller, Werner (1914–2013)[6], Brigadegeneral
- Deckert, Gerhard (1924), Generalmajor
- Deichen, Karl (1914–1969), Brigadegeneral
- Denker, Jürgen (1929), Brigadegeneral
- Dennhardt, Oskar-Hubert (1915–2014), Brigadegeneral
- Desch, Gunter (1937), Generaloberstabsarzt
- Dethleffsen, Erich (1904–1980), Brigadegeneral der Reserve
- Diedrichs, Karl Erich (1927–2005), Generalleutnant
- Dittler, Helmut (1913–1988), Generalarzt
- Domröse, Lothar (1920–2014), Generalleutnant
- Dorn, Ulrich (1897–1976), Brigadegeneral
- Drebing, Hans (1923–2015), Brigadegeneral
- Drews, Werner (1914–1974), Generalmajor
- Drexler, German (1935–2022)[7], Brigadegeneral
- Dunkel, Winfried (1942), Generalmajor
- Dybilasz, Hartmut (1924–2010)[3]:116, Brigadegeneral

#### E
- Ebeling, Werner (1913–2008), Generalmajor
- Eberhard, Hans (1917–2002)[3]:118, Brigadegeneral
- Eck, Armin (1914–1984), Brigadegeneral
- Eckert, Dietmar (1913–2002), Brigadegeneral
- Eckert, Fritz (1935–2004)[2], Brigadegeneral
- Eckert, Gerd (1930–2018)[8], Brigadegeneral
- Effenberger, Werner (1918–2003)[3]:120, Brigadegeneral
- Eichel-Streiber, Wolfram von (1918–1985), Brigadegeneral
- Einem, Kurt von (1904–1987), Brigadegeneral
- Eisele, Manfred (1938), Generalmajor
- Ellermann, Werner (1928–2017)[9], Brigadegeneral
- Endres, Heinrich (1923–2005), Brigadegeneral
- Erdmannsdorff, Carlheinrich von (1923–2002)[3]:125, Brigadegeneral
- Eschenburg, Klaus (1919–1973), Brigadegeneral
- Estorf, Wolfgang (1936), Generalmajor
- Eulig, Udo (1935–2023)[10], Brigadegeneral
- Ewert, Gottfried (1921–2014), Generalmajor
- Ewert, Karsten (1937), Generalarzt

#### F
- Fabian, Heinz-Otto (1918–1990)[2], Brigadegeneral
- Falkenhayn, Jürgen von (1938–2022), Generalmajor
- Fanslau, Manfred (1929), Generalleutnant
- Feher, Helmut (1925–1999)[3]:129, Brigadegeneral
- Felkl, Kurt (1918–2013), Generalarzt
- Ferber, Ernst (1914–1998), General
- Feuerstein, Robert (1917–2011)[3]:133, Brigadegeneral
- Fielitz, Heinz (1919–1975), Brigadegeneral
- Finger, Georg (1908–1997)[2], Generalarzt
- Fingerhuth, Dieter (1920–1993), Brigadegeneral
- Fischer, Hans-Heinz (1911–1998)[2], Brigadegeneral
- Fischer, Helmut (1922–2010)[3]:137, Generalmajor
- Foertsch, Friedrich (1900–1976), General
- Foertsch, Hartmut (1936–2011)[11], Generalmajor
- Forster, Klaus (1931–2018), Brigadegeneral
- Frede, August (1899–1972), Brigadegeneral
- Frevert-Niedermein, Alexander (1920–1990)[2], Generalmajor
- Freyer, Joachim (1908–1998), Generalmajor
- Freygang, Heinz (1916–2005)[2], Generalmajor
- Loringhoven, Bernd Freytag von (1914–2007), Generalleutnant
- Frickinger, Horst (1921–2021), Generalmajor
- Fritz, Herbert (1916–1996)[2], Brigadegeneral
- Frühhaber, Klaus (1939), Generalmajor
- Fürus, Christoph-Adolf (1928–2022), Generalmajor
- Fuhr, Eberhard (1935), Brigadegeneral

#### G
- Gaedcke, Heinrich (1905–1992), Generalleutnant
- Gärtner, Franz Xaver, (1925–2012), Generalarzt
- Garken, Wilhelm (1920–2000)[2], Generalmajor
- Gartmayr, Georg (1906–1980), Generalmajor
- Gathen, Heinz von zur (1924–2001), Generalleutnant
- Gebken, Gerhard (1907–1963), Brigadegeneral
- Gehlen, Reinhard (1902–1979), Generalleutnant der Reserve
- Genschel, Dietrich (1934–2017), Generalmajor
- Gerber, Johannes (1919–2004), Generalmajor
- Gerber, Kurt (1913–1984), Generalmajor
- Gerber, Manfred (1938), Generalleutnant
- Gerhardt, Wolfgang (1925–2011)[3]:163, Brigadegeneral
- Gericke, Walter (1907–1992), Generalmajor
- Gernß, Walter (1903–1976), Brigadegeneral
- Geyer, Heinz (1907–1983), Brigadegeneral
- Gieser, Kurt (1909–1973), Brigadegeneral
- Glanz, Meinhard (1924–2005), Generalleutnant
- Glatt, Volker (1937–2023), Brigadegeneral
- Gliemeroth, Götz (1943), Generalleutnant
- Göricke, Hans-Otto (1919–2009), Generalmajor
- Göttelmann, Heribert (1936), Generalmajor
- Goldschmidt, Klaus (1932–1998)[2], Brigadegeneral
- Golla, Eberhard (1927–2004), Brigadegeneral
- Golling, Ernst (1909–1967), Brigadegeneral
- Gosch, Hubert (1940), Generalmajor
- Grabarek, Volker (1937), Generalstabsarzt
- Grashey, Hellmut (1914–1990), Generalmajor
- Greiner, Gottfried (1922–2009), Generalmajor
- Greiner, Hans (1909–1999)[2], Brigadegeneral
- Greipl, Michael (1920–1995)[2], Generalmajor
- Grillmeier, Hans (1933), Generalmajor
- Groeben, Peter von der (1903–2002), Generalleutnant[Anmerkungen 2]
- Groeschel, Kurt (1909–2002)[3]:174, Generalarzt
- Groß, Hans-Günther (1921–1982), Brigadegeneral
- Großler, Hubertus (1919–1996), Generalmajor
- Gruber, Bernhard (1920–2006)[3]:176, Generalmajor
- Grüne, Franz Josef (1915–1986), Generalarzt
- Grumer, Karl-Eberhard (1929–2025), Generalmajor
- Grunwald, Manfred (1914–1969), Brigadegeneral
- Grutzka, Alfons (1930), Generalarzt
- Grzimek, Rupprecht[Anmerkungen 3] (1923–2022), Brigadegeneral
- Guderian, Heinz Günther (1914–2004), Generalmajor
- Günther, Ingo (1927–1998), Brigadegeneral

#### H
- Haag, Werner (1909–1985), Generalleutnant
- Haasler, Ruprecht (1936–2017), Generalmajor
- Hackensellner, Eberhard (1922–2020), Generalmajor
- Hackl, Othmar (1932–2013), Brigadegeneral
- Häckel, Siegfried (1929–2013)[12], Brigadegeneral
- Härtel, Johannes (1908–1969), Generalmajor
- Hagemann, Rudolf (1914–2006)[3]:187, Brigadegeneral
- Hagenbruck, Herbert (1928), Brigadegeneral
- Hahne, Ludwig (1906–1969), Brigadegeneral
- Hallbauer, Dietrich (1923–2005)[3]:189, Generalarzt
- Hannemann, Hans (1932–2021)[13], Brigadegeneral
- Hansen, Helge (1936), General
- Hansen, Ottomar (1904–1993), Generalmajor
- Hantel, Ernst-Ulrich[Anmerkungen 4] (1916–2003)[2], Generalmajor
- Hartmann, Wilko (1937–2021)[14], Brigadegeneral
- Haß, Hugo (1912–2000), Generalmajor
- Hax, Heinrich-Georg (1900–1969), Generalmajor
- Heel, Friedrich-Wilhelm (1915–2001), Brigadegeneral
- Heidemanns, Hanns (1927–2012), Generalapotheker
- Heimendahl, Klaus von (1933–2013), Brigadegeneral
- Heise, Horst-Wolfgang (1917–2008), Generalapotheker
- Henrici, Eberhard (1912–1986), Generalmajor
- Hentschel, Erwin (1923–2013), Brigadegeneral
- Hepp, Leo (1907–1987), Generalleutnant
- Herfurth, Gerhard (1922–2000)[3]:204, Brigadegeneral
- Herre, Heinz (1909–1988), Brigadegeneral der Reserve
- Herrmann, Paul (1898–1980), Generalmajor
- Herzberg, Karl-Heinz (1919–1996), Brigadegeneral
- Herzog, Karl (1906–1998), Generalmajor
- Hess, Wilhelm (1907–1997)[2], Generalmajor
- Heumann, Werner (1924–1989), Brigadegeneral
- Heusinger, Adolf (1897–1982), General
- Heyd, Werner (1922–1980), Generalmajor
- Heydrich, Wolfgang (1932), Brigadegeneral
- Heydte, Friedrich August Freiherr von der (1907–1994), Brigadegeneral der Reserve
- Heyse, Frithjof (1910–1971), Brigadegeneral
- Hildebrandt, Horst (1919–1989), Generalleutnant
- Hinckeldey, Heinz-Helmut von (1914–2010)[15], Generalmajor
- Hinrichs, Hans (1915–2004), Generalleutnant
- Hobe, Cord von (1909–1991), Generalleutnant
- Hockemeyer, Herbert (1909–1983), Generaloberstabsarzt
- Höffner, Hans (1901–1987), Brigadegeneral
- Hoffmann, Emil (1915–2004)[2], Brigadegeneral
- Hoffmann, Ernst (1905–1985), Generalarzt
- Hoffmann, Walter (1925–1996)[2], Generalmajor
- Hoheisel, Klaus (1906–1998), Brigadegeneral
- Holler, Werner (1910–1971), Generalarzt
- Holzfuß, Martin (1925–2012), Generalmajor
- Hommer, Dieter (1920–1990), Brigadegeneral
- Hopf, Theodor (1918–2008), Brigadegeneral
- Hopffgarten, Hans-Joachim von (1915–2000), Generalleutnant
- Horbach, Joachim (1913–1984), Generalmajor
- Horn, Hans-Joachim von (1896–1994), Generalleutnant
- Hoster, Hans (1933), Generalmajor
- Huber, Herbert (1919), Brigadegeneral
- Hükelheim, Heinrich (1909–1989), Generalmajor
- Hüttel, Rolf (1934), Generalleutnant

#### I
- Ibing, Wolfram (1922–2004), Brigadegeneral
- Ilsemann, Carl‑Gero von (1920–1991), Generalleutnant

#### J
- Jacobi, Gerhard (1913–1980), Brigadegeneral
- Jacoby, Wilhelm (1934), Generalmajor
- Jaeger, Matthias (1937), Generalstabsarzt
- Jessel, Karl-Friedrich (1905–1989), Brigadegeneral
- Joedicke, Theodor (1899–1996), Generalstabsarzt
- Jörgens, Karl-Heinz (1920–2015), Brigadegeneral
- Jordan, Paul (1910–2000)
- Juergens, Rolf (1916–2013), Generalmajor

#### K
- Kahlden, Wolf von (1901–1979), Brigadegeneral
- Kalckreuth, Hans-Jürg von (1915–1988), Generalmajor
- Karn, Ludwig (1898–1969), Brigadegeneral
- Karpinski, Peter (1912–2000)[2], Generalmajor
- Karst, Heinrich (1914–2002), Brigadegeneral
- Kasch, Heinz (1926–2016), Generalleutnant
- Kather, Franz Heinrich (1920–1991), Brigadegeneral
- Kauffmann, Kurt Egon (1912–1991), Brigadegeneral
- Keil, Heinrich (1911–1980), Brigadegeneral
- Keilig, Wolfgang (1915–1984), Brigadegeneral
- Kendziora, Alfred (1925–2011), Brigadegeneral
- Kerschkamp, Hans-Joachim (1915–1997), Brigadegeneral
- Kielmansegg, Johann Adolf Graf von (1906–2006), General
- Kielmansegg, Johann Adolf Graf von (1935), Generalmajor
- Kießling, Günter (1925–2009), General
- Kinder, Horst (1919–2011), Brigadegeneral
- Kinder, Karl-Heinz (1921–2007)[3]:265, Brigadegeneral
- Klaffus, Ernst (1935–2011), Generalleutnant
- Klasing, Ernst (1901–1977), Generalmajor
- Kleffel, Paul-Georg (1920–2020), Generalleutnant
- Klein, Hans-Heinrich (1918–1992), Generalleutnant
- Kleinknecht, Walter (1910–1981), Generalapotheker
- Kleist, Ewald (1911–1992)[2], Generalarzt
- Kleist, Karl-Wilhelm von (1914–1994)[2], Brigadegeneral
- Klennert, Wolfgang (1913–2003)[3]:270, Brigadegeneral
- Klewin, Eckhard (1934), Brigadegeneral
- Kleyser, Karl (1909–1996), Generalmajor
- Klug, Bernd (1934), Generalleutnant
- Kniehase, Klaus-Peter (1935–2014)[16], Brigadegeneral
- Kobe, Gerd (1914–1991)[2], Generalmajor
- Koch, Gero (1935–2012)[17], Brigadegeneral
- Koch-Erpach, Rolf (1915–2002)[3]:276, Brigadegeneral
- Köhler, Paul (1906–2001)[3]:277, Generalmajor
- Köstlin, Wolfgang (1914–1997), Generalmajor
- Kohlmann, Gert (1919–2021), Generalmajor
- Koller-Kraus, Heinz-Michael (1909–1993)[2], Brigadegeneral
- Komossa, Gerd-Helmut (1924–2018), Generalmajor
- Kraehe, Horst (1902–1988), Brigadegeneral der Reserve
- Krane, Wilhelm, (1902–1979), Generalarzt
- Krantz, Hans-Ulrich (1906–1976), Generalmajor
- Kraus, Albert (1916–1998)[2], Brigadegeneral
- Krause, Karl-Christian (1918–2011)[3]:285, Brigadegeneral
- Krauß, Hans-Joachim (1932–2012)[18], Generalapotheker
- Krauss, Volker (1936), Brigadegeneral
- Krawietz, Wolfgang (1920–2001), Generalstabsarzt
- Kriebel, Günter (1925–2024), Brigadegeneral
- Krieger, Werner (1916–2005), Brigadegeneral
- Kroh, Hans (1907–1967), Generalmajor
- Kron, Winfried (1941), Generalarzt
- Kubis, Hans (1924–1991), Generalleutnant
- Kublitz, Manfred (1912–1999)[2], Brigadegeneral
- Kühlein, Conrad (1910–1997), Generalmajor
- Kuntzen, Gustav-Adolf (1907–1998), Generalleutnant
- Kunze, Fritz-Joachim (1924–2023)[19], Brigadegeneral

#### L
- Laegeler, Hellmuth (1902–1972), Generalmajor
- Lange, Werner (1929–2014), Generalleutnant
- Langenstraß, Ernst-Friedrich (1914–2010)[20], Brigadegeneral
- Langer, Günter (1919–2001)[2], Brigadegeneral
- Langkau, Wolfgang (1903–1991), Generalmajor der Reserve
- Lankers, Roland (1935), Brigadegeneral
- Lanz, Franz (1938), Brigadegeneral
- Lassen, Ernst-August (1905–1985), Generalmajor
- Lechler, Otto (1908–1987), Generalmajor
- Leers, Heinrich (1914–1995)[2], Generalstabsarzt
- Lehmann, Hans (1933), Brigadegeneral
- Lemm, Heinz-Georg (1919–1994), Generalleutnant
- Lichel, Carl-Helmuth (1932–2005), Generalmajor
- Liebenstein, Kurt Freiherr von (1899–1975), Generalmajor
- Liebeskind, Helmut (1922–1995)[2], Brigadegeneral
- Lindner, Joachim-Frithjof (1915–1991)[2], Generalmajor
- Lingenthal, Edel-Heinrich (1916–1998)[2], Brigadegeneral
- Link, Hans (1918–1999)[2], Brigadegeneral
- Lissinna, Ernst (1934–2024), Generalmajor
- Lochmann, Eberhard (1933–2020), Brigadegeneral
- Loebisch, Horst (1930), Brigadegeneral
- Löser, Hans-Joachim (1918–2001)[2], Generalmajor
- Lohse, Eberhard (1916–2014)[21], Brigadegeneral
- Lorch, Anton (1910–1984), Brigadegeneral
- Lorenz, Adolf (1925–2012)[3]:315, Brigadegeneral
- Lucius, Wolfgang (1925–1993)[2], Brigadegeneral
- Lueder, Hans-Georg (1908–1989), Brigadegeneral
- Lüttwitz, Smilo von (1895–1975), Generalleutnant

#### M
- Mack, Hans-Joachim (1928–2008), General
- Mäder, Hellmuth (1908–1984), Generalleutnant
- Magerstädt, Johannes (1921–1996), Brigadegeneral
- Mai, Günther (1926), Brigadegeneral
- de Maizière, Ulrich (1912–2006), General
- Majewski, Norbert (1937–2015), Generalmajor[2][22][Anmerkungen 5]
- Malecha, Wolfgang (1932–1994), Generalleutnant
- Mantey, Willi (1903–1990), Generalmajor
- Manthey, Konrad (1928–2010), Generalmajor
- Markert, Arthur (1904–1993)[2], Brigadegeneral
- Martin-Ritter, Robert[2] (1934), Brigadegeneral
- Matzky, Gerhard (1894–1983), Generalleutnant
- Maultzsch, Herbert (1905–1984), Brigadegeneral
- Maurach, Heino (1912–1970), Generalarzt
- Mayer, Götz (1925), Generalmajor
- Medert, Ekkehard (1923–2003)[3]:333, Brigadegeneral
- Meinicke, Theodor (1909–1994)[2], Brigadegeneral
- Merkle, Carl (1911–1997)[2], Generalarzt
- Mertes, Paul (1919–1981), Brigadegeneral
- Metz, Ernst (1916–1980), Generalmajor
- Metz, Lothar (1908–1975), Brigadegeneral
- Meyer, Heinrich (1915–1997)[2], Brigadegeneral
- Meyer-Detring, Wilhelm (1906–2002), Generalleutnant
- Meyer-Plath, Christian (1934), Brigadegeneral[23]
- Middeldorf, Eike (1915–1995), Generalmajor
- Miltzow, Hermann (1910–2004)[3]:345, Brigadegeneral
- Model, Hansgeorg (1927–2016), Brigadegeneral
- Moek, Lutz (1932–2009), Generalleutnant
- Möller-Döling, Joachim (1908–2000), Brigadegeneral
- Molinari, Karl-Theodor (1915–1993), Generalmajor
- Moll, Josef (1908–1989), Generalleutnant
- Mühllehner, Konrad (1910–1979), Brigadegeneral
- Müllenberg, Theodor (1931), Generalmajor
- Müller, Alfred (1915–1997), Brigadegeneral
- Müller, Christian (1904–1992)[2], Generalmajor
- Müller, Hans-Joachim (1933), Brigadegeneral
- Müller, Johannes (1909–1997)[2], Generalmajor
- Müller, Klaus (1910–1990), Generalmajor
- Müller-Hillebrand, Burkhart (1904–1987), Generalleutnant
- Müller-Lankow, Heinz-Joachim (1910–1979), Brigadegeneral
- Münch, Gerhard (1914–2011), Generalmajor
- Münzing, Günther (1918–1981), Brigadegeneral
- Munzel, Oskar (1899–1992), Generalmajor

#### N
- Nathusius, Mark Heinrich von (1932–2020), Generalmajor
- Naumann, Klaus (1939), General
- Nebe, Johannes (1934–1993)[2], Generalmajor
- Neitzel, Hasso (1908–1964), Brigadegeneral
- Nennecke, Klaus (1925–2016), Brigadegeneral
- Nerl, Heinrich (1916), Generalarzt
- Netzler, Horst (1925–2007), Generalmajor
- Neumann, Horst (1922–2009)[3]:365, Brigadegeneral
- Niemack, Horst (1909–1992), Brigadegeneral der Reserve
- Niepold, Gerd (1913–2007), Generalleutnant
- Nies, Helmut (1930–2015), Brigadegeneral
- Nitschmann, Horst (1908–1976), Brigadegeneral
- Nolzen, Hans-Kurt (1925–2002)[3]:366, Generalmajor
- Nonn, Carl-Leo (1914–1991)[2], Generalarzt
- Nostitz, Eberhard Graf von (1906–1983), Brigadegeneral der Reserve

#### O
- Oberdiek, Heinrich (1899–1986), Generalarzt
- Odendahl, Wolfgang (1931–2020), Generalleutnant
- Oer, Adrian von (1924), Brigadegeneral
- Ohm, Gerhard (1924–1990), Brigadegeneral
- Ohrloff, Horst (1917–1997), Generalmajor
- Oltmanns, Karsten (1940–2016)
- Olze, Arno (1915–1973), Brigadegeneral
- Ondarza, Henning von (1933), General
- Oppermann, Roland (1933–2025), Generalmajor
- Osten, Kurt von der (1922–1989), Generalleutnant
- Oster, Joachim (1914–1983), Generalmajor

#### P
- Page, Karl Heinz (1916–2010)[3]:377, Brigadegeneral
- Pape, Günther (1907–1986), Generalmajor
- Paulsen, Ernst (1916–2002)[2], Brigadegeneral
- Pemsel, Max-Josef (1897–1985), Generalleutnant
- Peslmüller, Ignaz (1897–1957), Brigadegeneral
- Peters, Paul (1913–1999)[2], Brigadegeneral
- Philipp, Ernst (1912–2005), Generalmajor
- Pichler, Peter (1929), Brigadegeneral
- Pickel, Ernst (1914–1993)[2], Brigadegeneral
- Pilster, Hans-Christian (1914–1989), Generalmajor
- Pinkwart, Horst (1920–1998), Brigadegeneral
- Plato, Anton Detlev von (1910–2001), Generalleutnant
- Plitt, Hans (1917–2008), Brigadegeneral
- Poeppel, Johannes (1921–2007), Generalleutnant
- Pöschl, Franz (1917–2011), Generalleutnant
- Pollex, Curt (1898–1987), Brigadegeneral
- Popp, Günther (1921–2016), Generalarzt
- Poretschkin, Theodor (1913–2006), Brigadegeneral
- Poschwatta, Peter (1934–2019), Brigadegeneral
- Prange, Karl-Heinz (1930), Brigadegeneral
- Prilipp, Wilhelm (1909–1989), Brigadegeneral
- Promies, Rudolf (1927–1980), Brigadegeneral
- Punzmann, Karl (1918–1988), Brigadegeneral

#### R
- Radowitz, Joseph Maria von (1899–1956), Generalmajor
- Raesfeld, Georg-Josef von (1921–2007)[24], Brigadegeneral
- Rahn, Walter (1920–2015)[25], Generalapotheker
- Rebentisch, Ernst (1920–2013), Generaloberstabsarzt
- Recke, Adalbert von der (1930), Generalmajor
- Reichardt, Jürgen (1938), Generalmajor
- Reichel, Eckart (1913–1962), Brigadegeneral
- Reichelt, Paul (1898–1981), Generalmajor
- Reichenberger, Rudolf (1919–1993), Generalleutnant
- Reichert, Rüdiger von (1917–2007), Generalleutnant
- Reidel, Herbert (1910–1997)[2], Generalmajor
- Reinhardt, Hellmuth (1900–1989), Generalmajor
- Reinhardt, Klaus (1941–2021), General
- Reischle, Günther (1914–1976), Generalmajor
- Renner, Lothar (1918–1991), Generalmajor
- Renner, Wilhelm (1915–1982), Brigadegeneral
- Rensing, Joachim (1922–1994)[2], Brigadegeneral
- Richardsen, Uwe (1936–2023), Brigadegeneral
- Richter, Ekkehard (1937), Generalmajor
- Rieben, Vico von (1910–2000), Brigadegeneral
- Riedel, Klaus-Peter (1919–1996)[2], Generalarzt
- Ritgen, Udo (1916–2010), Brigadegeneral
- Ritz, Alfred (1914–1982), Brigadegeneral
- Rodde, Franz-Joachim Freiherr von (1922–2011), Generalmajor
- Rode, Manfred (1934), Brigadegeneral
- Röder, Rolf (1931), Brigadegeneral
- Roeder, Wilhelm von (1907–1972), Brigadegeneral
- Röhrs, Gerd (1930–2017), Generalmajor
- Röttiger, Hans (1896–1960), Generalleutnant
- Rogler, Dietrich (1936), Brigadegeneral
- Rohde, Dietrich (1919–2016), Brigadegeneral
- Rohde, Peter (1934–2022), Generalmajor
- Rohkamm, Jobst (1923–1998)[3]:426, Brigadegeneral
- Rose, Eckehard (1917–2004)[3]:428, Brigadegeneral
- Rosen, Richard von (1922–2015), Generalmajor
- Rosenhauer, Friedrich (1913–1994)[2], Brigadegeneral
- Rosenthal, Wilfried von (1908–1975), Brigadegeneral
- Rotberg, Ernst Arnold Freiherr von (1913–2000)[2], Brigadegeneral
- Roth, Franz-Günter (1923–1976), Brigadegeneral
- Roth, Georg-Heinrich (1934), Brigadegeneral
- Roth, Günter (1935), Brigadegeneral
- Rothe, Günther-Joachim (1915–2003), Brigadegeneral
- Rothenberger, Raimund-Max (1931), Brigadegeneral
- Rückbrodt, Peter (1938–2003)[26], Brigadegeneral
- Ruempler, Edgar (1914–1991)[2], Generalarzt
- Rumohr, Detlev von (1908–1961), Brigadegeneral
- Rutz, Rudolf (1912–2000)[2], Brigadegeneral

#### S
- Sandrart, Hans-Henning von (1933–2013), General
- Sapauschke, Johannes (1906–1991)[2], Brigadegeneral
- Schade, Wolfgang (1937), Generalmajor
- Schaeder, Christian (1909–1995)[2], Generalmajor
- Schäfer, Arno (1934–1994)[2], Generalmajor
- Schaefer, Ernst-Otto (1902–2002)[3]:438, Generalmajor
- Schäfer, Heinrich (1907–1986), Generalmajor
- Schaefer, Reinhard (1928), Generalarzt
- Schäfer, Werner (1925–1992), Generalleutnant
- Schall, Wolfgang (1916–1997), Brigadegeneral
- Schanze, Ludwig (1896–1977), Brigadegeneral
- Scharkowski, Arnold (1927), Brigadegeneral
- Scheffer, Wilfried-Otto (1939), Brigadegeneral
- Scheibert, Horst (1918–2010), Brigadegeneral
- Schell, Godehard (1935–1990), Brigadegeneral
- Scherer, Paul-Albert (1918–2014), Brigadegeneral
- Scheuermann, Horst (1921–2010), Brigadegeneral
- Scheunert, Wolfgang (1922–2010)[27], Generalstabsarzt
- Scheven, Werner von (1937), Generalleutnant
- Schild, Frank (1931–2014), Generalmajor
- Schindler, Albert (1909–1982), Brigadegeneral
- Schlabitz, Wolf-Hubertus (1913–1982), Brigadegeneral
- Schleinitz, Wolf-Dietrich von (1899–1963), Brigadegeneral
- Schlüter, Jürgen (1933–2020)[28], Generalmajor
- Schlüter, Werner (1920–2015)[29], Brigadegeneral
- Schmelzer, Günther (1922–2008), Brigadegeneral
- Schmidt, Gerhard (1914–2006), Brigadegeneral
- Schmidt, Hans-Dieter (1940–2025), Generalstabsarzt
- Schmidt, Otto (1911–1991)[2], Brigadegeneral
- Schmidt-Petri, Hartmut (1935), Generalmajor
- Schmückle, Gerd (1917–2013), General
- Schneider, Ernst-Wilhelm (1924–2014)[30], Brigadegeneral
- Schneider, Günther (1921–2001)[2], Generalmajor
- Schnell, Karl (1916–2008), General
- Schnez, Albert (1911–2007), Generalleutnant
- Schober, Wilhelm (1924–1998)[2], Generalstabsarzt
- Schönbohm, Jörg (1937–2019), Generalleutnant
- Schönefeld, Helmut (1916–1997), Generalleutnant
- Schöner, Gerhard (1937), Generalarzt
- Schönfeld, Günther Klaus (1926), Generalarzt
- Schönnenbeck, Günter-Matthias (1917–2001), Brigadegeneral
- Schöppe, Wolfgang (1922–2007)[3]:461, Brigadegeneral
- Schötensack, Klaus-Peter (1937), Brigadegeneral
- Schorn, Ernst-August (1924–1989), Brigadegeneral
- Schott, Dieter (1939), Brigadegeneral
- Schröder, Gerwin (1923–2003)[3]:465, Generalmajor
- Schröder, Jürgen (1916–1996)[2], Brigadegeneral
- Schröder, Rolf-Helmut (1921–2011), Generalmajor
- Schubert, Klaus (1914–1994)[2], Generalmajor
- Schüler, Helmut (1915–2000)[31], Brigadegeneral
- Schünemann, Christian (1923), Generalmajor
- Schulte, Joachim (1928), Generalmajor
- Schultze, Hellmut (1905–1991)[2], Generalmajor
- Schultzendorff, Karl-Reinhard von (1915–1993), Brigadegeneral
- Schultze-Rhonhof, Gerd (1939), Generalmajor
- Schulz, Claus-Dieter (1924–2004)[32], Generalarzt
- Schulz, Fred (1938–2004), Brigadegeneral
- Schulz, Harald (1933–2010), Generalleutnant
- Schulz, Siegfried (1914–1997), Generalleutnant
- Schulze, Franz-Joseph (1918–2005), General
- Schulze, Klaus-Detlef (1914–2005)[3]:474, Generalarzt
- Schuwirth, Horst-Bodo (1919–1983), Generalmajor
- Schwab, Michael (1927–1996)[2], Generalmajor
- Schwartz, Rainer (1915–1995), Generalmajor
- Schwatlo-Gesterding, Joachim (1903–1975), Generalleutnant
- Schweinitz, Kurt Graf von (1930–2024), Brigadegeneral
- Schwemmle, Erich (1930), Brigadegeneral
- Schwerin, Joachim von (1922–2012)[33], Brigadegeneral
- Schwiethal, Heinrich (1918–1995)[2], Generalleutnant
- Scotti, Michael von (1941), Generalmajor
- Scriba, Hans (1931), Brigadegeneral
- Seifert, Martin (1921–2007), Brigadegeneral
- Selle, Otto (1910–1987), Brigadegeneral
- Selmayr, Josef (1905–2005), Brigadegeneral
- Senff, Hubertus (1935–2004), Generalmajor
- Senger und Etterlin, Ferdinand von (1923–1987), General
- Seydlitz-Kurzbach, Joachim von (1911–2005), Brigadegeneral
- Siewert, Curt (1899–1983), Generalmajor
- Söder, Jörn (1934), Generalleutnant
- Sonneck, Hubert (1913–1984), Generalleutnant
- Speidel, Hans (1897–1984), General
- Speigl, Matthäus (1918–1985), Brigadegeneral
- Spiegel, Hans (1921–2007)[3]:492, Generalmajor
- Spiering, Joachim (1940–2023), General
- Spitzer, Curt (1903–1987), Generalmajor
- Stadlhofer, Robert (1917–1998)[2], Brigadegeneral
- Stammbach, Friedrich (1897–1970), Generalmajor
- Stauffenberg, Berthold Maria Schenk Graf von (1934), Generalmajor
- Stechmann, Klaus (1935–2016), Brigadegeneral
- Steer, Anton (1935–2024), Generalmajor
- Steffel, Aloys (1917–2010)[3]:496, Brigadegeneral
- Steiff, Martin (1919–2009)[3]:497, Brigadegeneral
- Steinaecker, Günter Freiherr von (1938), Generalmajor
- Steinkopff, Klaus-Christoph (1935), Generalleutnant
- Steinseifer, Friedrich (1935–2004), Generalmajor
- Stelter, Wilhelm (1915–2008), Generalarzt
- Stephani, Gerhard (1916–2009)[34], Brigadegeneral
- Stephanus, Konrad (1907–1987), Brigadegeneral
- Stöckmann, Dieter (1941), General
- Stoffregen, Heinrich (1921), Brigadegeneral
- Storbeck, Siegfried (1932), Generalleutnant
- Straden, Hans (1912–2001), Brigadegeneral
- Strauß, Paul-Friedrich (1922), Brigadegeneral

#### T
- Tebbe, Wolfgang (1931–2007), Generalleutnant
- Tempelhoff, Hans-Georg von (1907–1985), Generalmajor
- Teske, Hermann (1934), Brigadegeneral
- Teusen, Hans (1917–2011), Generalmajor
- Thiel, Rainer (1937), Brigadegeneral
- Thierschmann, Werner (1911–1986), Generalarzt
- Thilo, Karl Wilhelm (1911–1997), Generalleutnant
- Thomas, Wilhelm (1915–1992)[2], Brigadegeneral
- Thormeyer, Arndt-Dieter (1920–2013), Brigadegeneral
- Tiedgen, Harro (1925–1986), Brigadegeneral
- Tolksdorf, Wilhelm (1936), Brigadegeneral
- Toppe, Dieter (1935), Brigadegeneral
- Trentzsch, Karl-Christian (1919–1970), Brigadegeneral
- Trettner, Heinz (1907–2006), General
- Treuberg, Heinrich Fischler Graf von (1919–2023), Brigadegeneral
- Trost, Edgar (1940–2023), Generalleutnant
- Tzschaschel, Joachim (1917–2001), Brigadegeneral

#### U
- Übelhack, Friedrich (1907–1979), Generalleutnant
- Uechtritz, Otto (1910–1994), Generalleutnant
- Uhle-Wettler, Franz (1927–2018), Generalleutnant
- Uhle-Wettler, Reinhard (1932), Brigadegeneral
- Unger, Hermann (1920–1982), Brigadegeneral
- Uslar-Gleichen, Harald von (1905–2000), Brigadegeneral
- Uslar-Gleichen, Hasso von (1935), Brigadegeneral

#### V
- Vangerow, Kurt von (1910–1995)[2], Brigadegeneral
- Varnbüler von und zu Hemmingen, Ulrich Freiherr (1907–1986), Brigadegeneral
- Veeser, Kurt-Josef (1930–1994), Brigadegeneral
- Verstl, Gert (1935), Generalleutnant
- Viebig, Hasso (1914–1993), Brigadegeneral
- Vogel, August-Wilhelm (1921–1978), Brigadegeneral
- Vogel, Kurt (1908–2003), Brigadegeneral
- Vogel, Winfried (1937–2022), Brigadegeneral
- Vogelsang, Fritz (1915–2009), Brigadegeneral
- Vogl, Hanns (1920), Brigadegeneral
- Vogler, Hans-Jürgen (1915–1988), Generalmajor
- Vogt, Hermann (1922–2021), Generalmajor
- Vollmer, Günter (1917–2004)[3]:533, Generalmajor
- Vollmer, Klaus (1930–2021), Brigadegeneral
- Voss, Claus (1929–2015), Generaloberstabsarzt
- Voß, Hans-Werner (1916–1997)[2], Brigadegeneral
- Voß, Wilhelm (1907–1996), Brigadegeneral

#### W
- Wachsmuth, Karl-Heinz (1918–1998), Brigadegeneral
- Wachter, Gerhard (1929–2004), Generalleutnant
- Wackersreuther, Walter (1915–2006)[3]:536, Generalarzt
- Wätjen, Rudolf (1915–2005), Brigadegeneral
- Wagemann, Eberhard (1918–2010), Generalmajor
- Walitschek, Hubert (1918–1997)[2], Generalmajor
- Wallmann, Horst (1933–2010)[35], Generalmajor
- Walter, Enno (1930–2024), Brigadegeneral
- Walter, Helmut (1921–2005), Brigadegeneral
- Walter, Herbert (1919–1998)[2], Brigadegeneral
- Walther, Adolf (1918–1995)[2], Brigadegeneral
- Walther, Waldemar (1924–2018)[36], Generalapotheker
- Wangenheim, Ernst-August von (1911–1995), Brigadegeneral
- Weber, Artur (1904–1985), Generalmajor
- Weber, Gottfried (1899–1958), Generalmajor
- Weber-Höller, Claus (1924–2020), Generalarzt
- Weick, Winfried (1937), Generalleutnant
- Wellmann, Ernst (1904–1970), Brigadegeneral
- Welter, Erich (1911–1993)[2], Generalarzt
- Wendland, Horst (1912–1968), Generalmajor
- Wenner, Horst (1923–1987), Generalleutnant
- Werner, Franz (1937), Generalmajor
- Werren, Otto Günther (1920–1984), Brigadegeneral
- Wessel, Gerhard (1913–2002), Generalleutnant
- Westerman, Fritz von (1921–2007), Generalmajor
- Wetter, Eberhard (1932), Brigadegeneral
- Wich, Rudolf (1913–1988), Brigadegeneral
- Wicht, Adolf (1910–1996), Brigadegeneral der Reserve
- Wiesmann, Klaus (1940–2022), Generalleutnant
- Wiesner, Franz-Josef (1926–2024), Brigadegeneral
- Wietersheim, Sigvard von (1926–2021)[37], Brigadegeneral
- Wilhelm, Josef (1921–2003), Generalmajor
- Wilhelmi, Hans-Jürgen (1936–2019)[38], Brigadegeneral
- Willemer, Wilhelm (1905–1967), Brigadegeneral
- Willikens, Dietrich (1915–2004), Generalleutnant
- Willmann, Helmut (1940), Generalleutnant
- Winning, Dietloff von (1909–1992)[2], Brigadegeneral
- Wirsing, Karl-Heinz (1907–1999)[2], Generalmajor
- Wittmann, Jürgen (1911–2000)[3]:567, Brigadegeneral
- Witzendorff, Curt von (1916–1994)[2], Brigadegeneral
- Wnuck, Harald (1907–1986), Brigadegeneral
- Wörmann, Wilhelm (1919–2017), Brigadegeneral
- Worgitzky, Hans-Heinrich (1907–1969), Brigadegeneral der Reserve
- Wulf, Hermann (1915–1990), Brigadegeneral

#### Z
- Zawadzky, Wolf von (1907–2000), Brigadegeneral
- Zedler, Roland (1931–2022)[39], Brigadegeneral
- Zerbel, Alfred (1904–1987), Generalleutnant
- Zerling, Rolf (1925–2000)[3]:578, Generalmajor
- Zernial, Friedrich Ernst (1913–1973), Generalapotheker
- Zimmer, Alfred (1923–2008), Generalarzt
- Zimmer, Karl (1930–2023)[40], Brigadegeneral
- Zuber, Hans Georg (1916–1995)[41], Generalmajor

### 1990 bis heute
Der folgende Abschnitt enthält eine (unvollständige) Liste aller ehemaligen Offiziere der Dienstgradgruppe der Generale des Heeres der Bundeswehr (einschließlich der entsprechenden Sanitätsoffiziere), deren erste Ernennung zu einem Generalsdienstgrad nach der deutschen Wiedervereinigung erfolgte. Angegeben ist der höchste erreichte Dienstgrad.

#### A
- Ackermann, Karl-Heinz (1948–2015), Generalmajor
- Ackermann, Wolfgang (1951), Generalapotheker
- Ahrens, Wolf-Eberhard (1939), Brigadegeneral
- Albert, Bernd (1940), Generalmajor
- Ammon, Hans-Christoph (1950), Brigadegeneral
- Antoni, Hans-Erich (1954), Generalmajor
- Asam, Max (1936–2015), Brigadegeneral
- Atzinger, Hans-Georg (1944), Brigadegeneral

#### B
- Bach, Alois Matthias (1951), Brigadegeneral
- Backen, Dirk (1960), Brigadegeneral
- Barth, Volker (1953), Brigadegeneral
- Bartvogt, Detlef (1944–2019), Brigadegeneral
- Bauer, Bertram (1940), Generalarzt
- Baumann, Michael (1956), Brigadegeneral
- Baumgärtel, Rolf (1946), Generalmajor
- Baumgärtner, Ulrich (1960), Generaloberstabsarzt
- Beck, Hans-Christian (1944), Generalmajor
- Becker, Erich (1937), Brigadegeneral
- Becker, Horst-Peter (1956), Generalarzt
- Behne, Joachim (1942), Brigadegeneral
- Beitzel, Udo (1940), Brigadegeneral
- Benischke, August (1938–2010), Brigadegeneral
- Bentler, Markus (1953), Generalleutnant
- Bergenthal, Alexander (1941–1992), Brigadegeneral
- Berg, Andreas (1957–2020), Generalmajor
- Berger, Johann (1951), Brigadegeneral
- Berghoff, Thomas (1957), Brigadegeneral
- Bergmann, Robert (1949), Generalmajor
- Berk, Ernst-Otto (1952), Brigadegeneral
- Bernd, Rolf (1943), Generalmajor
- Bertele, Manfred (1938–2025), Brigadegeneral
- Bescht, Volker (1951), Brigadegeneral
- Beyer, Jürgen (1952), Brigadegeneral
- Bick, Erich Wolfgang (1946), Generaloberstabsarzt
- Binder, Axel (1958), Generalmajor
- Blätzinger, Jürgen (1948), Generaloberstabsarzt
- Bleiel, Karl-Heinz (1934–2008), Brigadegeneral
- Bleimüller, Gerhard (1948–2024), Generalapotheker
- Blotz, Josef (1956), Generalmajor
- Boege, Ehrenfried (1933)[2]:269, Brigadegeneral
- Boehr, Heinrich (1940), Brigadegeneral
- Bolz, Richard (1947), Brigadegeneral
- Bornemann, Jürgen (1950–2019), Generalleutnant
- Bothmer, Peter-Christian Graf von (1941), Brigadegeneral
- Brandis, Georg Freiherr von (1948–2021), Generalmajor
- Braunstein, Peter (1957), Brigadegeneral
- Brauss, Heinrich (1953), Generalleutnant
- Breitfelder, Reinhardt (1945), Brigadegeneral
- Brüggemann, Peter (1945), Brigadegeneral
- Brunner, Roland (1956), Brigadegeneral
- Brümmer, Henning (1941–2017), Brigadegeneral
- Brüschke, Wolfgang (1951), Brigadegeneral
- Budde, Dieter (1944), Generalmajor
- Budde, Hans-Otto (1948), Generalleutnant
- Bühler, Erhard (1956), General
- Bürgener, Axel (1944), Generalleutnant
- Bulheller, Richard (1942), Brigadegeneral
- Bund, Robert (1948), Brigadegeneral
- Butler, Carl-Hubertus von (1950), Generalleutnant

#### C
- Clauß, Wolf-Joachim (1950), Generalmajor
- Coenen, Klaus (1941), Brigadegeneral
- Cohrs, Klaus-Dieter (1960), Brigadegeneral
- Conzelmann, Peter (1954), Brigadegeneral
- Czirwitzky, Thomas (1958), Brigadegeneral

#### D
- Dade, Peter (1933), Brigadegeneral der Reserve
- Demmer, Karl Wilhelm (1941–2019), Generaloberstabsarzt
- Dick, Hans-Jürgen (1949), Generalstabsarzt
- Diepenhorst, Bernd (1949), Generalmajor
- Dieter, Hans-Heinrich (1947), Generalleutnant
- Dietrich, Manfred (1944), Generalleutnant
- Domröse, Hans-Lothar (1952), General
- Drescher, Klemens-Karl (1945), Brigadegeneral
- Drews, Erhard (1952), Generalmajor
- Drews, Rüdiger (1942), Generalleutnant
- Duschner, Helmut (1950), Brigadegeneral

#### E
- Ehninger, Rudi (1942), Brigadegeneral
- Engel, Hans Günter (1951), Brigadegeneral
- Engelhardt, Manfred (1951), Generalleutnant

#### F
- Farwick, Dieter (1940), Brigadegeneral
- Färber, Michael (1960), Generalmajor
- Feldmann, Heinz (1960), Brigadegeneral
- Feldmann, Klaus (1950), Brigadegeneral
- Fell, Rainer (1943), Generalmajor
- Fischer, Eckart (1942), Brigadegeneral
- Fischer, Hans-Joachim (1950), Brigadegeneral
- Fischer, Heinrich (1951), Brigadegeneral
- Fischer, Wolfgang (1935), Brigadegeneral
- Fix, Stefan Linus (1962), Generalmajor
- Förster, Horst (1943), Generalmajor
- Franke, Erika (1954), Generalstabsarzt
- Fraps, Peter (1945–2015), Generalstabsarzt
- Freers, Werner (1954), General
- Fritz, Hans-Werner (1953), Generalleutnant
- Fröhlich, Hans-Joachim (1946), Brigadegeneral
- Frößler, Herbert, (1941), Generalarzt
- Frühhaber, Klaus (1939), Generalmajor
- Fugger, Harald (1947), Brigadegeneral

#### G
- Ganser, Helmut Wilhelm (1948), Brigadegeneral
- Garben, Fritz (1938), Brigadegeneral
- Gareißen, Hans-Robert (1944), Brigadegeneral
- Gauchel, Klaus-Willi (1943), Brigadegeneral
- Gawellek, Gert (1958), Brigadegeneral
- Geyso, Peter-Johannes von (1941), Generalmajor
- Glatz, Rainer Lutz (1951), Generalleutnant
- Glawatz, Henning (1949–2025), Brigadegeneral
- Goebel, Peter (1948–2022), Brigadegeneral
- Goehler, Wolfgang (1940–2009), Brigadegeneral
- Golks, Franz Reinhard (1953), Brigadegeneral
- Gräbner, Justus (1946), Generalmajor
- Granz, Bernhard (1942), Brigadegeneral
- Grunwald, Erhard (1951–2023), Generalarzt
- Gubernatis, André-Dieter (1945), Generalmajor
- Gudera, Gert (1943), Generalleutnant
- Gülich, Wolfgang (1940), Brigadegeneral
- Günzel, Reinhard (1944), Brigadegeneral

#### H
- Hagemann, Gert-Johannes (1958), Generalmajor
- Hagemann, Karl-Heinz (1945–2023), Brigadegeneral
- Halama, Rolf (1935), Brigadegeneral
- Halbauer, Volker (1955), Generalleutnant
- Hannemann, Andreas (1961), Generalmajor
- Hannstein, Günter (1936–2019), Brigadegeneral
- Harff, Helmut (1939–2018), Brigadegeneral
- Hars, Henning (1955), Brigadegeneral
- Hartbrod, Rainer (1952), Brigadegeneral
- Hartmann, Klaus (1942), Brigadegeneral
- Hasenpusch, Armin (1948–2014), Generalmajor
- Hauschild, Michael (1960), Brigadegeneral
- Hegner, Otto (1935), Brigadegeneral
- Heimendahl, Klaus von (1960), Generalleutnant
- Hein, Martin (1959), Brigadegeneral
- Heinrichs, Josef (1953), Brigadegeneral
- Hellwig, Christian (1940–2014), Generalmajor
- Henninger, Dieter (1944), Generalmajor
- Heyst, Norbert van (1944), Generalleutnant
- Hochwart, Michael (1959), Generalmajor
- Hofer, Winfried (1941), Brigadegeneral
- Hoff, Jörg (1940), Generalapotheker
- Hoffmann, Karl (1938–2011), Brigadegeneral
- Hofmann, Helmut (1945), Brigadegeneral
- Hofmann, Manfred (1954), Generalleutnant
- Hofmeyer, Manfred (1950), Brigadegeneral
- Hogrefe, Bernd (1948), Brigadegeneral
- Holl, Heinrich (1936), Brigadegeneral
- Holländer, Klaus (1941), Brigadegeneral
- Hollmann, Klaus (1949), Brigadegeneral
- Horn, Alphart von (1940), Generalmajor
- Horn, Ernst-Peter (1958), Brigadegeneral
- Hübner, Hans (1942), Brigadegeneral
- Hupka, Heribert (1953), Brigadegeneral

#### J
- Jacobson, Carsten (1955), Generalleutnant
- Jung, Rainer (1943–2021), Generalmajor

#### K
- Kalinowski, Armin (1961), Generalstabsarzt
- Kammerer, Reinhard (1951), Generalleutnant
- Kammerhoff, Holger (1945), Generalleutnant
- Kams, Hans-Dietrich (1938), Brigadegeneral
- Kasdorf, Bruno (1952), Generalleutnant
- Kather, Roland (1949), Generalleutnant
- Keerl, Heinz Georg (1946–2011), Generalmajor
- Keppler, Ulrich (1944), Brigadegeneral
- Kiesheyer, Bernd (1946), Brigadegeneral
- Kirchbach, Hans-Peter von (1941), General
- Klagges, Dirk-Friedrich (1960), Generalarzt
- Klein, Uwe (1954), Brigadegeneral
- Klink, Eckart Karl (1955), Brigadegeneral
- Kloss, Reinhard (1957), Brigadegeneral
- Kneip, Markus (1956), General
- Kohl, Dieter (1959), Brigadegeneral
- Koltermann, Jens Olaf (1958), Brigadegeneral
- Könen, Erich Heinrich (1955), Brigadegeneral
- Köpke, Wolfgang (1953), Generalmajor
- Konertz, Martin (1957), Brigadegeneral
- Kopp, Wolfgang (1945), Brigadegeneral
- Korff, Fritz von (1943), Brigadegeneral
- Korff, Rainer (1955), Generalleutnant
- Korte, Wolfgang (1949), Generalleutnant
- Kowalski, Josef (1946), Brigadegeneral
- Kowitz, Stefan (1959), Generalarzt
- Kreis, Manfred (1956), Brigadegeneral
- Kretschmer, Stephan (1949), Brigadegeneral
- Krieb, Heinz (1956), Brigadegeneral
- Krippl, Wolfgang (1950), Brigadegeneral
- Kropf, Gerd (1956), Brigadegeneral
- Kuhn, Peter (1942), Brigadegeneral
- Kuhn, Reinhard (1953), Brigadegeneral
- Kullack, Werner (1950), Generalmajor

#### L
- Lahl, Kersten (1948), Generalleutnant
- Langenegger, Johann (1958), Generalleutnant
- Langheld, Wolf-Dieter (1950), General
- Lapp, Authari (1938), Brigadegeneral
- Lather, Karl-Heinz (1948–2021), General
- Leidenberger, Frank (1958), Generalleutnant
- Lidsba, Achim (1955–2021), Generalmajor
- Liechtenauer, Bernhard (1957), Generalmajor
- Lisec, Eckhard (1944), Brigadegeneral
- Löchel, Dieter (1943), Brigadegeneral
- Löser, Wolf-Dieter (1949), Generalleutnant
- Löw, Gerd Edler von (1939–2025), Brigadegeneral
- Löw, Volker (1941), Generalmajor
- Ludwig, Walter (1953), Brigadegeneral
- Lühr, Hans-Joachim (1942), Brigadegeneral
- Lutz, Ernst-Heinrich (1946), Generalmajor

#### M
- Macheleidt, Jürgen (1941), Generalarzt
- Mattiesen, Bernd (1958), Generalarzt
- Matz, Michael (1959), Brigadegeneral
- Mertens, Winfried (1948), Brigadegeneral
- Meyer, Gerd (1937), Brigadegeneral
- Meyerhoff, Dieter (1960), Brigadegeneral
- Millotat, Christian (1943), Generalmajor
- Mirbach, Christian Freiherr von (1944), Brigadegeneral
- Mirow, Björn (1938), Generalarzt
- Möhring, Hans Dieter (1943), Brigadegeneral
- Mössinger, Wolfgang (1946), Brigadegeneral
- Molsen, Jürgen (1936–2025), Brigadegeneral
- Mosmann, Dietmar (1962), Brigadegeneral
- Müller, Bernd (1944), Brigadegeneral
- Münzner, Karl-Heinz (1946), Generalmajor
- Mundt, Ludwig (1948), Brigadegeneral
- Munzlinger, Christof (1954), Brigadegeneral

#### N
- Nachtsheim, Georg (1951), Generalmajor
- Nagel, Peter (1945), Generalmajor
- Nakath, Kurt-Bernhard (1949), Generaloberstabsarzt
- Nannt, Boris (1969), Brigadegeneral
- Nerger, Uwe (1959), Brigadegeneral
- Neubauer, Helmut, (1941), Generalmajor
- Niebecker, Josef (1954), Brigadegeneral
- Niemann, Lutz (1957), Brigadegeneral
- Noack, Peter (1937–2008), Brigadegeneral

#### O
- Ocken, Rolf (1939), Generalmajor
- Oerding, Jan (1948), Generalleutnant
- Oetting, Dirk (1938–2020), Brigadegeneral
- Ohm, Walter Jakob (1958), Generalmajor
- Olshausen, Klaus (1945), Generalleutnant
- Otto, Wolfgang (1947–2025), Generalleutnant

#### P
- Patschke, Ingo (1952), Generaloberstabsarzt
- Paul, Manfred (1941), Generalarzt
- Pauland, Hartmut (1955–2023), Brigadegeneral
- Pfeffer, Erich (1958), Generalleutnant
- Pfrengle, Franz Xaver (1956), Brigadegeneral
- Podzus, Michael (1959), Brigadegeneral
- Pohl, Herbert (1940), Brigadegeneral
- Priegnitz, Joachim (1941), Brigadegeneral

#### Q
- Quast, Karl-Heinz (1944), Brigadegeneral
- Quiel, Harald (1947), Brigadegeneral

#### R
- Ramms, Egon (1948), General
- Reibold, Rudolf (1936), Brigadegeneral
- Reichhelm, Reinhard (1937), Brigadegeneral
- Rennack, Hans-Jürgen (1942), Brigadegeneral
- Rensen, Peter van (1934), Brigadegeneral
- Riechmann, Friedrich (1943), Generalleutnant
- Richter, Harry (1953), Brigadegeneral
- Richter, Wolfgang (1956), Brigadegeneral
- Riehmer, Wilhelm (1936), Brigadegeneral
- Romatzeck, Wilhelm (1939–2023), Brigadegeneral
- Roßlau, Arno (1948), Generalarzt
- Roßmanith, Richard (1955), Generalleutnant
- Ruwe, Jürgen (1946), Generalleutnant

#### S
- Sachau, Hans-Joachim (1944), Brigadegeneral
- Sammet, Holger (1944), Generalmajor
- Sand, Wolfgang (1937–2001), Brigadegeneral
- Sandrart, Jürgen-Joachim von (1962), Generalleutnant
- Sauer, Wolfgang (1944), Brigadegeneral
- Sczesny, Werner (1960), Generalmajor
- Schafranek, Peter (1944), Brigadegeneral
- Scherz, Reimar (1944), Brigadegeneral
- Schiebold, Kurt-Helmut (1947), Brigadegeneral
- Schikowski, Wolfgang (1938–2022), Brigadegeneral
- Schindelhauer, Frank (1953), Generalarzt
- Schlenker, Manfred (1951), Generalmajor
- Schmidt, Jürgen (1961), Brigadegeneral
- Schmidt-Bleker, Walter (1950), Brigadegeneral
- Schmitz, Frank (1963), Brigadegeneral
- Schneemann, Klaus (1944), Brigadegeneral
- Schneider, Jochen (1947), Brigadegeneral
- Schneider, Rolf (1943), Generalmajor
- Schneiderhan, Wolfgang (1946), General
- Schnittker, Udo (1959), Brigadegeneral
- Schönfeld, Jobst (1957), Brigadegeneral
- Schoepe, Helmut (1954), Brigadegeneral
- Schoeps, Stephan (1958), Generalstabsarzt
- Schubert, Ernst (1937–2021), Generalapotheker
- Schulz, Fred (1938–2004), Brigadegeneral
- Schulz, Hans-Herbert (1945), Brigadegeneral
- Schuster, Dieter (1946–2022), Brigadegeneral
- Schütt, Bernd (1961), Generalleutnant
- Schuwirth, Rainer (1945), General
- Schwalb, Reiner (1954), Brigadegeneral
- Schwamborn, Volker (1944), Generalarzt
- Schwarz, Günter (1949), Brigadegeneral
- Schwede, Hans-Hermann (1938), Brigadegeneral
- Schweinsteiger, Jörg (1946), Brigadegeneral
- Seegers-Krückeberg, Dieter (1943), Brigadegeneral der Reserve
- Senden, Friedrich von (1942), Generalmajor
- Siebertz, Hartmut (1951–2020), Generalstabsarzt
- Skodowski, Wolf-Dieter (1950), Brigadegeneral
- Soukal, Karl-Heinz (1940), Brigadegeneral
- Spahn, Siegfried (1940), Generalarzt
- Speidel, Hans (1938), Brigadegeneral
- Spindler, Walter (1954), Generalmajor
- Staigis, Armin (1950), Brigadegeneral
- Steiner, Heinrich-Wilhelm (1956), Generalmajor
- Steinle, Götz (1944–2019), Brigadegeneral
- Stelz, Gerhard (1952), Generalmajor
- Stier, Norbert (1953), Generalmajor
- Sude, Gertmann (1949), Generalmajor

#### T
- Tarnowski, Hartwig (1950), Brigadegeneral
- Tempel, Michael (1954), Generaloberstabsarzt
- Teßmer, Friedmar (1940–2010), Brigadegeneral
- Thomas, Stephan (1957), Generalleutnant
- Thomas, Volker (1958), Generalmajor
- Toussaint, Reiner (1937–2013), Brigadegeneral
- Trull, Christian (1946), Generalmajor

#### U
- Uchtmann, Jürgen Karl (1959), Brigadegeneral
- Ueberschaer, Hans Peter (1948), Brigadegeneral
- Ullrich, Hans-Uwe (1938), Generalmajor

- Urbach, Fritz Jürgen (1959), Brigadegeneral

#### V
- Vad, Erich (1957), Brigadegeneral
- Veit, Christoph (1948), Generalarzt
- Veit, Klaus (1955), Generalmajor
- Vohland, Bernd (1939–2021), Brigadegeneral
- Vollmer, Jörg (1957), General

#### W
- Wagner, Heinz Georg (1951), Brigadegeneral
- Wagner, Norbert (1962), Generalmajor
- Wagner, Rolf (1959), Brigadegeneral
- Warnecke, Dieter (1956–2019), Generalleutnant
- Wedde, Wulf (1937), Brigadegeneral
- Weigt, Jürgen (1957), Generalleutnant
- Weiler, Günter (1951), Generalleutnant
- Weisenburger, Werner (1954), Generalmajor
- Weller, Norbert (1959), Generalstabsarzt
- Wenger, Günter (1940), Brigadegeneral
- Wessels, Gert (1950), Generalmajor
- Westphal, Christian (1953), Brigadegeneral
- Widder, Werner (1944), Generalmajor
- Wiermann, Hans-Werner (1958), Generalleutnant
- Wieker, Volker (1954), General
- Wilcken, Victor von (1948), Brigadegeneral
- Winkelmann, Theodor (1945), Brigadegeneral
- Witkowski, Peter-Klaus[Anmerkungen 2] (1949), Generalarzt
- Wittenberg, Andreas (1938–2024), Brigadegeneral
- Wittig, Klaus (1938), Brigadegeneral
- Wittmann, Klaus (1946), Brigadegeneral
- Wolf, Ulrich (1947), Generalleutnant
- Wolski, Reinhard (1955), Generalmajor

#### Z
- Zimmer, Benedikt (1961), Generalleutnant
- Zimmer, Winfried (1954), Brigadegeneral
- Zimmermann, Jens (1947), Brigadegeneral
- Zorn, Eberhard (1960), General
- Zudrop, Reinhardt (1957), Generalmajor